# Серпогорское
Серпогорское (до 1942 года - Зихельберг, нем. Sichelberg) — село в Фёдоровском районе Саратовской области, до 19 марта 2022 года в составе Мунинского муниципального образования (сельского поселения). С 19 марта 2022 года в составе Морцевского муниципального образования.

## История
Основано в 1849 году как немецкая колония Зихельберг (от слов Зихель, серп и берг, гора). Официальное русское название - Серпогорье. Входило в состав Верхне-Караманской волости Николаевского уезда Самарской губернии. Лютеранский приход в селе Гнаденфлюр.
С 1918 года село входило в Верхне-Караманского (Гнаденфлюрского) района, с 1922 года Фёдоровского кантона Трудовой коммуны немцев Поволжья (с 1924 года - АССР немцев Поволжья), с 1935 года - Гнаденфлюрского кантона.
В голод в Поволжье в селе родилось 71 человек, умерли 168.
В 1926 году в селе были кооперативная лавка, сельскохозяйственное кооперативное товарищество, начальная школа, пункт ликбеза и сельсовет. В 1927 году постановлением ВЦИК "Об изменениях в административном делении Автономной С.С.Р. Немцев Поволжья и о присвоении немецким селениям прежних наименований, существовавших до 1914 года" село Серпогорское Фёдоровского кантона переименовано в Зихельберг
28 августа 1941 года был издан Указ Президиума ВС СССР о переселении немцев, проживающих в районах Поволжья. Немецкое население депортировано, село, как и другие населённые пункты Фёдоровского кантона включено в состав Саратовской области.  Впоследствии переименовано в село Серпогорское.

## Физико-географическая характеристика
Село расположено в степной местности, в Низком Заволжье, в пределах Сыртовой равнины, относящейся к Восточно-Европейской равнине, при овраге Мортяшка в бассейне реки Большой Караман. на высоте около 80 метров над уровнем моря. Рельеф - равнинный, полого-увалистый. Почвы тёмно-каштановые.
Через село проходит автодорога, связывающая сёла Фёдоровку и Первомайское. По автомобильным дорогам расстояние до районного центра посёлка Мокроус - 20 км, до областного центра города Саратов - 150 км, до ближайшего города Ершов - 72 км
Часовой пояс
Серпогорское, как и вся Саратовская область, находится в часовой зоне МСК+1. Смещение применяемого времени относительно UTC составляет +4:00.

## Население
Динамика численности населения
| 1850 | 1859 | 1883 | 1889 | 1897 | 1904 | 1910 | 1920 | 1922 | 1926 | 1931 | 1987 | 2002 |
| ---- | ---- | ---- | ---- | ---- | ---- | ---- | ---- | ---- | ---- | ---- | ---- | ---- |
| 227  | 307  | 687  | 680  | 849  | 1090 | 1202 | 983  | 956  | 864  | 1005 | ≈20  | 0    |

В 1931 году 99,9 % населения села составляли немцы
| 2002 | 2010 |
| ---- | ---- |
| 2    | →2   |